# Olympische Jugend-Sommerspiele 2014/Schwimmen
Bei den Olympischen Jugend-Sommerspielen 2014 in der chinesischen Metropole Nanjing wurden sechsunddreißig Wettbewerbe im Schwimmen ausgetragen.
Die Wettbewerbe fanden vom 17. bis zum 22. August im Nanjing Olympic-Sports-Center-Stadion statt.

## Jungen

### 50 m Freistil
| Platz | Land | Sportler                 | Zeit (s) |
| ----- | ---- | ------------------------ | -------- |
| 1     | CHN  | Yu Hexin                 | 22,00    |
| 2     | BRA  | Matheus Paulo de Santana | 22,43    |
| 3     | TTO  | Dylan Carter             | 22,53    |
| 4     | ITA  | Alessandro Bori          | 22,66    |
| 5     | POL  | Jan Krzysztof Holub      | 22,70    |
| 6     | GBR  | Miles Munro              | 22,82    |
| 6     | GER  | Damian Wierling          | 22,82    |
| 8     | GBR  | Duncan Scott             | 22,84    |

Das Finale fand am 20. August um 18:00 Uhr statt.

### 100 m Freistil
| Platz | Land | Sportler                 | Zeit (s) |
| ----- | ---- | ------------------------ | -------- |
| 1     | BRA  | Matheur Paulo de Santana | 48,25    |
| 2     | CHN  | Yu Hexin                 | 49,06    |
| 3     | GER  | Damian Wierling          | 49,07    |
| 4     | ITA  | Alessandro Bori          | 49,65    |
| 5     | NED  | Kyle Stolk               | 49,83    |
| 6     | GBR  | Duncan Scott             | 49,96    |
| 7     | POL  | Jan Krzysztof Holub      | 50,01    |
| 8     | CAN  | Javier Acevedo           | 50,29    |

Das Finale fand am 22. August um 18:20 Uhr statt.
 Marek Ulrich schied im Vorlauf mit 52,01 Sekunden aus.

### 200 m Freistil
| Platz | Land | Sportler             | Zeit (min) |
| ----- | ---- | -------------------- | ---------- |
| 1     | ITA  | Nicolangelo Di Fabio | 1:48,45    |
| 2     | NED  | Kyle Stolk           | 1:48,59    |
| 3     | GER  | Damian Wierling      | 1:48,91    |
| 4     | GBR  | Duncan Scott         | 1:49,73    |
| 5     | RSA  | Joshua Willem Steyn  | 1:50,06    |
| 6     | ISR  | Ido Haber            | 1:50,41    |
| 7     | BRA  | Luiz Altamir Melo    | 1:50,51    |
| 8     | USA  | Patrick Mulcare      | 1:50,57    |

Das Finale fand am 18. August um 18:09 Uhr statt.

### 400 m Freistil
| Platz | Land | Sportler                    | Zeit (min) |
| ----- | ---- | --------------------------- | ---------- |
| 1     | UKR  | Mychailo Romantschuk        | 3:49,76    |
| 2     | ESA  | Marcelo Alberto Acosta      | 3:51,32    |
| 3     | NOR  | Henrik Christiansen         | 3:51,55    |
| 4     | EGY  | Akram Ahmed                 | 3:51,78    |
| 5     | ISR  | Ido Haber                   | 3:53,55    |
| 6     | POL  | Wojciech Jacek Wojdak       | 3:53,96    |
| 7     | BRA  | Luiz Altamir Melo           | 3:55,07    |
| 8     | ESP  | Guillermo Sanchez Gutierrez | 3:56,08    |

Das Finale fand am 17. August um 18:00 Uhr statt.
 Nils Liess schied im Vorlauf mit 3:55,66 Minuten aus.
 Sebastian Steffan schied im Vorlauf mit 4:03,34 Minuten aus.

### 800 m Freistil
| Platz | Land | Sportler               | Zeit (min) |
| ----- | ---- | ---------------------- | ---------- |
| 1     | EGY  | Akram Ahmed            | 7:54,29    |
| 2     | UKR  | Mychailo Romantschuk   | 7:56,34    |
| 3     | NOR  | Henrik Christiansen    | 7:57,07    |
| 4     | POL  | Wojciech Jacek Wojdak  | 8:02,38    |
| 5     | ESA  | Marcelo Alberto Acosta | 8:02,69    |
| 6     | USA  | Patrick Ransford       | 8:04,46    |
| 7     | MDA  | Alexei Sancov          | 8:06,54    |
| 8     | CRO  | Sven Arnar Saemundsson | 8:06,72    |

Das Finale fand am 21. August um 18:00 Uhr statt.
 Nils Liess trat in seinem Vorlauf nicht an.

### 50 m Rücken
| Platz | Land | Sportler                  | Zeit (s) |
| ----- | ---- | ------------------------- | -------- |
| 1     | RUS  | Jewgeni Rylow             | 25,09    |
| 2     | GRE  | Apostolos Christou        | 25,44    |
| 3     | ITA  | Simone Sabbioni           | 25,47    |
| 4     | NED  | Laurent Bams              | 25,61    |
| 5     | RUS  | Filipp Schopin            | 25,83    |
| 6     | BRA  | Vitor Nascimento G. Santo | 22,82    |
| 7     | ROU  | Robert Glință             | 25,86    |
| 8     | UKR  | Andrij Chlopzow           | 26,10    |

Das Finale fand am 20. August um 18:28 Uhr statt.
 Marek Ulrich schied mit 55,55 Sekunden im Halbfinale aus.

### 100 m Rücken
| Platz | Land | Sportler           | Zeit (s) |
| ----- | ---- | ------------------ | -------- |
| 1     | RUS  | Jewgeni Rylow      | 54,24    |
| 1     | ITA  | Simone Sabbioni    | 54,24    |
| 3     | CHN  | Li Guangyuan       | 54,56    |
| 4     | GRE  | Apostolos Christou | 55,06    |
| 5     | ROU  | Robert Glință      | 55,21    |
| 6     | GBR  | Luke Greenbank     | 55,38    |
| 7     | GER  | Marek Ulrich       | 55,42    |
| 8     | USA  | Patrick Mulcare    | 58,08    |

Das Finale fand am 18. August um 18:00 Uhr statt.

### 200 m Rücken
| Platz | Land | Sportler                 | Zeit (min) |
| ----- | ---- | ------------------------ | ---------- |
| 1     | CHN  | Li Guangyuan             | 1:56,94    |
| 2     | RUS  | Jewgeni Rylow            | 2:57,08    |
| 3     | GBR  | Luke Greenbank           | 1:59,03    |
| 4     | USA  | Patrick Mulcare          | 1:59,65    |
| 5     | RSA  | Christopher Patrick Reid | 1:59,77    |
| 6     | ITA  | Simone Sabbioni          | 2:00,33    |
| 7     | AUS  | Nic Groenewald           | 2:01,18    |
| 8     | PAR  | Matias Lopez Chaparro    | 2:01,53    |

Das Finale fand am 22. August um 18:04 Uhr statt.
 Marek Ulrich schied mit 2:07,45 Minuten im Vorlauf aus.

### 50 m Brust
| Platz | Land | Sportler          | Zeit (s) |
| ----- | ---- | ----------------- | -------- |
| 1     | CRO  | Nikola Obrovac    | 27,83    |
| 2     | VEN  | Carlos Claverie   | 27,94    |
| 3     | RUS  | Anton Tschupkow   | 28,43    |
| 4     | RSA  | Jarred Chad Crous | 28,46    |
| 5     | HUN  | David Horvath     | 28,67    |
| 6     | CHN  | Zhand Zhihao      | 28,72    |
| 7     | JPN  | Ippei Watanabe    | 28,77    |
| 8     | EGY  | Mohamed Khalaf    | 28,87    |

Das Finale fand am 22. August um 19:18 Uhr statt.
 Maximilian Pilger schied mit 29,10 Sekunden im Halbfinale aus.
 Luca Pfyffer schied mit 29,49 Sekunden im Vorlauf aus.

### 100 m Brust
| Platz | Land | Sportler                   | Zeit (min) |
| ----- | ---- | -------------------------- | ---------- |
| 1     | RUS  | Anton Tschupkow            | 1:01,29    |
| 2     | GER  | Maximilian Pilger          | 1:01,51    |
| 3     | VEN  | Carlos Claverie            | 1:01,56    |
| 4     | JPN  | Ippei Watanabe             | 1:01,66    |
| 5     | CRO  | Nikola Obrovac             | 1:01,94    |
| 6     | RSA  | Jarred Chad Crous          | 1:02,17    |
| 7     | HUN  | David Horvath              | 1:02,38    |
| 8     | BRA  | Andreas de Queiroz Mickosz | 1:02,82    |

Das Finale fand am 18. August um 19:02 Uhr statt.
 Luca Pfyffer schied mit 1:03,73 Minuten im Vorlauf aus.

### 200 m Brust
| Platz | Land | Sportler                   | Zeit (min) |
| ----- | ---- | -------------------------- | ---------- |
| 1     | JPN  | Ippei Watanabe             | 2:11,31    |
| 2     | VEN  | Carlos Claverie            | 2:11,74    |
| 3     | RUS  | Anton Tschupkow            | 2:11,87    |
| 4     | GER  | Maximilian Pilger          | 2:11,97    |
| 5     | HUN  | David Horvath              | 2:12,39    |
| 6     | RSA  | Jarred Chad Crous          | 2:15,52    |
| 7     | TPE  | Cai Bing-Rong              | 2:16,89    |
| 8     | BRA  | Andreas de Queiroz Mickosz | 2:17,17    |

Das Finale fand am 20. August um 18:12 Uhr statt.
 Luca Pfyffer schied mit 2:16,76 Minuten im Vorlauf aus.

### 50 m Schmetterling
| Platz | Land | Sportler             | Zeit (s) |
| ----- | ---- | -------------------- | -------- |
| 1     | CHN  | Yu Hexin             | 23,69    |
| 2     | TTO  | Dylan Carter         | 23,81    |
| 3     | NED  | Mathys Goosen        | 24,13    |
| 4     | RUS  | Alexander Sadownikow | 24,16    |
| 5     | NOR  | Armin Porobic        | 24,25    |
| 6     | CHN  | Li Zhuhao            | 24,34    |
| 7     | EST  | Daniel Zaitsev       | 24,57    |
| 8     | LAT  | Janis Saltans        | 24,66    |

Das Finale fand am 21. August um 18:42 Uhr statt.
 Sascha Subarsky schied mit 25,10 Sekunden im Halbfinale aus.
 Alexander Kunert schied mit 25,10 Sekunden im Vorlauf aus.

### 100 m Schmetterling
| Platz | Land | Sportler             | Zeit (s) |
| ----- | ---- | -------------------- | -------- |
| 1     | CHN  | Li Zhuhao            | 52,94    |
| 2     | RUS  | Alexander Sadownikow | 52,97    |
| 3     | AUS  | Nicholas Brown       | 53,18    |
| 4     | RSA  | Joshua Willem Steyn  | 53,63    |
| 5     | NED  | Mathys Goosen        | 53,64    |
| 6     | SUI  | Nils Liess           | 54,14    |
| 7     | HUN  | Tamas Kenderesi      | 54,30    |
| 8     | AUT  | Sascha Subarsky      | 54,44    |

Das Finale fand am 19. August um 18:41 Uhr statt.
 Alexander Kunert schied mit 54,59 Sekunden im Halbfinale aus.

### 200 m Schmetterling
| Platz | Land | Sportler               | Zeit (min) |
| ----- | ---- | ---------------------- | ---------- |
| 1     | HUN  | Tamas Kenderesi        | 1:55,95    |
| 2     | HUN  | Benjámin Grátz         | 1:57,71    |
| 3     | ITA  | Giacomo Carini         | 1:58,32    |
| 4     | SUI  | Nils Liess             | 1:58,32    |
| 5     | BRA  | Luiz Altamir Melo      | 1:58,34    |
| 6     | USA  | Justin Wright          | 1:59,40    |
| 7     | EGY  | Akram Ahmed            | 2:02,07    |
| 8     | COL  | Jonathan Gomez Noriega | 2:02,83    |

Das Finale fand am 22. August um 18:43 Uhr statt.
 Alexander Kunert schied mit 2:05,73 Minuten im Vorlauf aus.

### 200 m Lagen
| Platz | Land | Sportler                    | Zeit (min) |
| ----- | ---- | --------------------------- | ---------- |
| 1     | HUN  | Benjámin Grátz              | 2:01,08    |
| 2     | LTU  | Povilas Strazdas            | 2:02,32    |
| 3     | HUN  | Norbert Szabo               | 2:02,47    |
| 4     | USA  | Patrick Mulcare             | 2:02,88    |
| 5     | ESP  | Guillermo Sanchez Gutierrez | 2:03,37    |
| 6     | VIE  | Tran Duy Khoi               | 2:03,69    |
| 7     | RSA  | Christopher Patrick Reid    | 2:04,43    |
| 8     | AUT  | Sebastian Steffan           | 2:04,61    |

Das Finale fand am 18. August um 19:10 Uhr statt.
 Luca Pfyffer schied mit 2:09,28 Minuten im Vorlauf aus.

### 4 × 100 m Freistil
| Platz | Land | Sportler                                                                                    | Zeit (min) |
| ----- | ---- | ------------------------------------------------------------------------------------------- | ---------- |
| 1     | GBR  | Duncan Scott Miles Munro Marty Walton Luke Greenbank                                        | 3:21,19    |
| 2     | ITA  | Alessandro Bori Giacomo Carini Simone Sabbioni Nicolangelo Di Fabio                         | 3:22,29    |
| 3     | GER  | Marek Ulrich Maximilian Pilger Damian Wierling Alexander Kunert                             | 3:22,93    |
| 4     | RUS  | Jewgeni Rylow Alexander Sadownikow Anton Tschupkow Filipp Schopin                           | 3:25,01    |
| 5     | AUS  | Kyle Chalmers Nic Groenewald Grayson Bell Nicholas Brown                                    | 3:26,50    |
| 6     | ESP  | Gonzalo Carazo Barbero Juan Pablo Marin Sanchez Guillermo Sanchez Gutierrez Marc Vivas Egea | 3:26,74    |
| 7     | USA  | Patrick Mulcare Justin Wright Patrick Ransford Patrick Conaton                              | 3:28,75    |
| 8     | RSA  | Joshua Willem Steyn Christopher Patrick Reid Brent Miklos Szurdoki Jarred Chad Crous        | 3:28,86    |

Das Finale fand am 19. August um 19:19 Uhr statt.

### 4 × 100 m Lagen
| Platz | Land | Sportler                                                                                    | Zeit (min) |
| ----- | ---- | ------------------------------------------------------------------------------------------- | ---------- |
| 1     | RUS  | Jewgeni Rylow Anton Tschupkow Alexander Sadownikow Filipp Schopin                           | 3:38,02    |
| 2     | GER  | Marek Ulrich Maximilian Pilger Alexander Kunert Damian Wierling                             | 3:39,30    |
| 3     | AUS  | Nic Groenewald Grayson Bell Nicholas Brown Kyle Chalmers                                    | 3:40,68    |
| 4     | RSA  | Christopher Patrick Reid Jarred Chad Crous Joshua Willem Steyn Brent Miklos Szurdoki        | 3:42,39    |
| 5     | FRA  | Geoffrey Mathieu Jean Dencausse Guillaume Laure Rahiti de Vos                               | 3:48,80    |
| 6     | ESP  | Guillermo Sanchez Gutierrez Gonzalo Carazo Barbero Juan Pablo Marin Sanchez Marc Vivas Egea | 3:50,46    |
| 7     | JPN  | Koki Tsunefuka Yūta Satō Yudai Amada Ippei Watanabe                                         | 22,82      |
|       | USA  | Patrick Conaton Patrick Mulcare Patrick Ransford Justin Wright                              | DNS        |

Das Finale fand am 20. August um 19:17 Uhr statt.

## Mädchen

### 50 m Freistil
| Platz | Land | Sportlerin                 | Zeit (s) |
| ----- | ---- | -------------------------- | -------- |
| 1     | RUS  | Rosalija Nasretdinowa      | 24,88    |
| 2     | AUS  | Ami Matsuo                 | 25,27    |
| 3     | RUS  | Darja S. Ustinowa          | 25,56    |
| 4     | LUX  | Julie Meynen               | 25,57    |
| 5     | HKG  | Siobhan Bernadette Haughey | 25,61    |
| 6     | SLO  | Tjasa Pintar               | 25,82    |
| 7     | SLO  | Nastja Govejšek            | 25,95    |
| 8     | CHN  | Qiu Yuhan                  | 26,68    |

Das Finale fand am 22. August um 18:00 Uhr statt.
 Lena Kreundl schied mit 25,96 Sekunden im Halbfinale aus.
 Mandy Feldbinder schied mit 27,08 Sekunden im Vorlauf aus.

### 100 m Freistil
| Platz | Land | Sportlerin                 | Zeit (s) |
| ----- | ---- | -------------------------- | -------- |
| 1     | CHN  | Shen Duo                   | 53,84    |
| 2     | HKG  | Siobhan Bernadette Haughey | 54,61    |
| 3     | CHN  | Qiu Yuhan                  | 54,66    |
| 4     | AUS  | Ami Matsuo                 | 54,75    |
| 5     | LTU  | Rūta Meilutytė             | 55,17    |
| 6     | LUX  | Julie Meynen               | 55,29    |
| 7     | RUS  | Darja Mullakajewa          | 55,69    |
| 8     | RUS  | Darja S. Ustinowa          | 55,88    |

Das Finale fand am 19. August um 19:15 Uhr statt.
 Lena Kreundl schied mit 56,16 Sekunden im Halbfinale aus.
 Mandy Feldbinder schied mit 57,69 Sekunden im Vorlauf aus.
 Patricia Wartenberg schied mit 58,27 Sekunden im Vorlauf aus.

### 200 m Freistil
| Platz | Land | Sportlerin                 | Zeit (min) |
| ----- | ---- | -------------------------- | ---------- |
| 1     | CHN  | Shen Duo                   | 1:56,12    |
| 2     | CHN  | Qiu Yuhan                  | 1:56,82    |
| 3     | AUS  | Brianna Throssell          | 1:58,57    |
| 4     | GBR  | Amelia Maughan             | 1:59,41    |
| 5     | AUS  | Ami Matsuo                 | 1:59,63    |
| 6     | HKG  | Siobhan Bernadette Haughey | 2:00,08    |
| 7     | RUS  | Darja Mullakajewa          | 2:01,32    |
| 7     | ITA  | Rachele Ceracchi           | 2:01,32    |

Das Finale fand am 20. August um 18:58 Uhr statt.
 Kathrin Demler schied mit 2:01,86 Minuten im Vorlauf aus.
 Claudia Hufnagl schied mit 2:02,49 Minuten im Vorlauf aus.
 Monique Olivier schied mit 2:03,59 Minuten im Vorlauf aus.
 Patricio Wartenberg schied mit 2:03,71 Minuten im Vorlauf aus.

### 400 m Freistil
| Platz | Land | Sportlerin            | Zeit (min) |
| ----- | ---- | --------------------- | ---------- |
| 1     | USA  | Hannah Moore          | 4:11,05    |
| 2     | THA  | Sarisa Suwannachet    | 4:11,23    |
| 3     | GER  | Kathrin Demler        | 4:11,25    |
| 4     | HUN  | Melinda Novoszáth     | 4:12,09    |
| 5     | BAH  | Joanna Evans          | 4:12,14    |
| 6     | ITA  | Simona Quadarella     | 4:15,05    |
| 7     | BRA  | Bruna Veronez Primati | 4:15,12    |
| 8     | AUT  | Claudia Hufnagl       | 4:18,26    |

Das Finale fand am 22. August um 19:02 Uhr statt.
 Monique Olivier schied mit 4:16,37 Minuten im Vorlauf aus.
 Patricia Wartenberg schied mit 4:18,93 Minuten im Vorlauf aus.

### 800 m Freistil
| Platz | Land | Sportlerin                | Zeit (min) |
| ----- | ---- | ------------------------- | ---------- |
| 1     | ITA  | Simona Quadarella         | 8:35,39    |
| 2     | ESP  | Jimena Perez Blanco       | 8:36,95    |
| 3     | BAH  | Joanna Evans              | 8:39,75    |
| 4     | VIE  | Nguyen Thi Anh Vien       | 8:41,13    |
| 5     | MEX  | Allyson Ayumi Macias Alba | 8:41,53    |
| 6     | BRA  | Bruna Veronez Primati     | 8:42,80    |
| 7     | HUN  | Melinda Novoszáth         | 8:44,61    |
| 7     | GER  | Patricia Wartenberg       | 8:44,61    |

Das Finale fand am 19. August um 18:00 Uhr statt.
 Monique Olivier schied mit 8:47,71 Minuten im Vorlauf aus.

### 50 m Rücken
| Platz | Land | Sportlerin             | Zeit (s) |
| ----- | ---- | ---------------------- | -------- |
| 1     | NLD  | Maaike de Waard        | 28,36    |
| 2     | GBR  | Jessica Fullalove      | 28,66    |
| 3     | NZL  | Gabrielle Fa'amausili  | 28,69    |
| 4     | CAN  | Danielle Hanus         | 28,91    |
| 4     | USA  | Clara Smiddy           | 28,91    |
| 6     | NZL  | Bobbi Gichard          | 29,02    |
| 7     | GRE  | Eleni Anna Koutsouveli | 29,30    |
| 8     | RUS  | Irina Prichodko        | 29,34    |

Das Finale fand am 21. August um 18:46 Uhr statt.
 Mandy Feldbinder schied mit 29,75 Sekunden im Halbfinale aus.
 Lena Kreundl schied mit 30,10 Sekunden im Vorlauf aus.
 Svenja Stoffel trat im Vorlauf nicht an.

### 100 m Rücken
| Platz | Land | Sportlerin        | Zeit (min) |
| ----- | ---- | ----------------- | ---------- |
| 1     | USA  | Clara Smiddy      | 1:01,22    |
| 2     | GBR  | Jessica Fullalove | 1:01,23    |
| 3     | NZL  | Bobbi Gichard     | 1:01,25    |
| 4     | BRA  | Natalia de Luccas | 1:01,39    |
| 5     | NED  | Maaike de Waard   | 1:01,56    |
| 6     | RUS  | Irina Prichodko   | 1:01,77    |
| 7     | CAN  | Danielle Hanus    | 1:01,81    |
| 8     | ITA  | Ambra Esposito    | 1:02,55    |

Das Finale fand am 18. August um 19:06 Uhr statt.
 Mandy Feldbinder schied mit 1:03,40 Minuten im Halbfinale aus.
 Svenja Stoffel schied mit 1:07,14 Minuten im Vorlauf aus.

### 200 m Rücken
| Platz | Land | Sportlerin             | Zeit (min) |
| ----- | ---- | ---------------------- | ---------- |
| 1     | ITA  | Ambra Esposito         | 2:10,42    |
| 2     | USA  | Hannah Moore           | 2:10,42    |
| 3     | ESP  | Africa Zamorano Sanz   | 2:11,94    |
| 4     | CAN  | Mackenzie Glover       | 2:13,09    |
| 5     | RUS  | Irina Prichodko        | 2:13,93    |
| 6     | AUS  | Amy Forrester          | 2:14,21    |
| 7     | CAN  | Danielle Hanus         | 2:15,02    |
| 8     | GRE  | Eleni Anna Koutsouveli | 2:15,61    |

Das Finale fand am 19. August um 18:36 Uhr statt.
 Mandy Feldbinder schied mit 2:17,80 Minuten im Vorlauf aus.

### 50 m Brust
| Platz | Land | Sportlerin            | Zeit (s) |
| ----- | ---- | --------------------- | -------- |
| 1     | LTU  | Rūta Meilutytė        | 30,14    |
| 2     | GER  | Julia Willers         | 31,78    |
| 3     | HUN  | Anna Sztankovics      | 31,84    |
| 4     | UKR  | Anastassija Maljawina | 31,89    |
| 5     | SWE  | Sophie Hansson        | 32,01    |
| 6     | GBR  | Georgina Evans        | 32,03    |
| 7     | KOR  | Jiwon Yang            | 32,14    |
| 8     | HUN  | Dalma Sebestyén       | 32,42    |

Das Finale fand am 18. August um 18:14 Uhr statt.
 Lisa Mamie schied mit 33,16 Sekunden im Halbfinale aus.

### 100 m Brust
| Platz | Land | Sportlerin            | Zeit (min) |
| ----- | ---- | --------------------- | ---------- |
| 1     | LTU  | Rūta Meilutytė        | 1:05,39    |
| 2     | CHN  | He Yun                | 1:07,49    |
| 3     | UKR  | Anastassija Maljawina | 1:08,16    |
| 4     | HUN  | Anna Sztankovics      | 1:08,66    |
| 5     | FIN  | Silja Kansakoski      | 1:09,30    |
| 6     | GBR  | Georgina Evans        | 1:09,69    |
| 7     | HUN  | Dalma Sebestyén       | 1:09,71    |
| 8     | GER  | Julia Willers         | 1:09,98    |

Das Finale fand am 20. August um 18:32 Uhr statt.
 Lisa Mamie schied mit 1:10,87 Minuten im Halbfinale aus.
 Theresa Banzer schied mit 1:14,26 Minuten im Vorlauf aus.

### 200 m Brust
| Platz | Land | Sportlerin             | Zeit (min) |
| ----- | ---- | ---------------------- | ---------- |
| 1     | UKR  | Anastassija Maljawina  | 2:26,43    |
| 2     | KOR  | Yan Jiwon              | 2:27,31    |
| 3     | HUN  | Anna Sztankovics       | 2:27,66    |
| 4     | GER  | Julia Willers          | 2:29,68    |
| 5     | HUN  | Dalma Sebestyén        | 2:29,80    |
| 6     | CAN  | Kelsey Wog             | 2:29,89    |
| 7     | RSA  | Justine Ann Macfarlane | 2:32,51    |
| 8     | GBR  | Georgina Evans         | 2:32,92    |

Das Finale fand am 22. August um 18:24 Uhr statt.
 Lisa Mamie schied mit 2:37,08 Minuten im Vorlauf aus.
 Theresa Banzer schied mit 2:39,88 Minuten im Vorlauf aus.

### 50 m Schmetterling
| Platz | Land | Sportlerin                | Zeit (s) |
| ----- | ---- | ------------------------- | -------- |
| 1     | RUS  | Rosalija Nasretdinowa     | 26,26    |
| 2     | SUI  | Svenja Stoffel            | 26,62    |
| 3     | SLO  | Nastja Govejšek           | 26,70    |
| 4     | AUS  | Brianna Throssell         | 26,72    |
| 5     | HUN  | Liliána Szilágyi          | 26,82    |
| 6     | NOR  | Elise Naess Olsen         | 26,85    |
| 7     | SVK  | Barbora Mišendová         | 26,95    |
| 8     | BRA  | Giovanna Tomanik Diamante | 27,40    |

Das Finale fand am 20. August um 18:24 Uhr statt.
 Lena Kreundl schied mit 27,21 Sekunden im Halbfinale aus.

### 100 m Schmetterling
| Platz | Land | Sportlerin         | Zeit (min) |
| ----- | ---- | ------------------ | ---------- |
| 1     | HUN  | Liliána Szilágyi   | 0:57,67    |
| 2     | CHN  | Zhang Yufei        | 0:57,95    |
| 3     | AUS  | Brianna Throssell  | 0:59,12    |
| 4     | ITA  | Claudia Tarzia     | 0:59,38    |
| 5     | KOR  | Park Jinyoung      | 0:59,94    |
| 6     | CZE  | Lucie Svěcená      | 1:00,18    |
| 7     | NOR  | Elise Naess Olsen  | 1:00,23    |
| 8     | GBR  | Charlotte Atkinson | 1:00,61    |

Das Finale fand am 22. August um 18:09 Uhr statt.
 Svenja Stoffel schied mit 1:00,68 Minuten im Halbfinale aus.
 Claudia Hufnagl schied mit 1:02,87 Minuten im Halbfinale aus.

### 200 m Schmetterling
| Platz | Land | Sportlerin              | Zeit (min) |
| ----- | ---- | ----------------------- | ---------- |
| 1     | HUN  | Liliána Szilágyi        | 2:06,59    |
| 2     | CHN  | Zhang Yufei             | 2:08,22    |
| 3     | AUS  | Brianna Throssell       | 2:09,65    |
| 4     | KOR  | Jinyoung Park           | 2:10,30    |
| 5     | HUN  | Dalma Sebestyén         | 2:10,34    |
| 6     | JPN  | Jurina Shiga            | 2:13,54    |
| 7     | INA  | Monalisa Aries. Lorenza | 2:13,68    |
| 8     | ESP  | Jimena Perez Blanco     | 2:15,36    |

Das Finale fand am 18. August um 18:04 Uhr statt.
 Claudia Hufnagl schied mit 2:15,11 Minuten im Vorlauf aus.
 Kathrin Demler schied mit 2:17,55 Minuten im Vorlauf aus.

### 200 m Lagen
| Platz | Land | Sportlerin                 | Zeit (min) |
| ----- | ---- | -------------------------- | ---------- |
| 1     | VIE  | Nguyen Thi Anh Vien        | 2:12,66    |
| 2     | HKG  | Siobhan Bernadette Haughey | 2:13,21    |
| 3     | USA  | Meghan Small               | 2:14,01    |
| 4     | ESP  | Africa Zamorano Sanz       | 2:14,18    |
| 5     | GER  | Kathrin Demler             | 2:14,53    |
| 6     | HUN  | Dalma Sebestyén            | 2:14,66    |
| 7     | RSA  | Marlies Ross               | 2:15,25    |
| 8     | CAN  | Kelsey Wog                 | 2:17,86    |

Das Finale fand am 17. August um 18:46 Uhr statt.
 Lisa Mamie schied mit 2:23,05 Minuten im Vorlauf aus.
 Monique Olivier schied mit 2:23,17 Minuten im Vorlauf aus.

### 4 × 100 m Freistil
| Platz | Land | Sportlerinnen                                                             | Zeit (min) |
| ----- | ---- | ------------------------------------------------------------------------- | ---------- |
| 1     | CHN  | Qiu Yuhan He Yun Zhang Yufei Shen Duo                                     | 3:41,19    |
| 2     | RUS  | Rosalija Nasretdinowa Darja S. Ustinowa Irina Prichodko Darja Mullakajewa | 3:42,39    |
| 3     | AUS  | Brianna Throssell Ella Bond Amy Forrester Ami Matsuo                      | 3:44,44    |
| 4     | NED  | Kim Busch Esmee Bos Maaike de Waard Robin Neumann                         | 3:45,92    |
| 5     | BRA  | Natalia de Luccas Bruna Primati Viviane Jungblut Giovanna Diamante        | 3:46,34    |
| 6     | GER  | Patricia Wartenberg Julia Willers Kathrin Demler Mandy Feldbinder         | 3:51,12    |
| 7     | USA  | Clara Smiddy Hannah Moore Courtney Mykkanen Meghan Small                  | 3:51,37    |
| 8     | CAN  | Mackenzie Glover Danielle Hanus Kelsey Wog Danika Huizinga                | 3:54,03    |

Das Finale fand am 21. August um 19:05 Uhr statt.

### 4 × 100 m Lagen
| Platz | Land | Sportlerinnen                                                             | Zeit (min) |
| ----- | ---- | ------------------------------------------------------------------------- | ---------- |
| 1     | CHN  | Qiu Yuhan He Yun Zhang Yufei Shen Duo                                     | 4:03,58    |
| 2     | GBR  | Jessica Fullalove Georgina Evans Charlotte Atkinson Amelia Maughan        | 4:05,75    |
| 3     | AUS  | Amy Forrester Ella Bond Brianna Throssell Ami Matsuo                      | 4:06,38    |
| 4     | GER  | Mandy Feldbinder Julia Willers Kathrin Demler Patricia Wartenberg         | 4:10,54    |
| 5     | CAN  | Danielle Hanus Kelsey Wog Danika Huizinga Mackenzie Glover                | 4:10,73    |
| 6     | RUS  | Irina Prichodko Darja S. Ustinowa Rosalija Nasretdinowa Darja Mullakajewa | 4:13,77    |
| 7     | RSA  | Nathania van Niekerk Justine Ann Macfarlane Marlies Ross Michelle Weber   | 4:15,44    |
| 8     | JPN  | Miono Takeuchi Suzuna Onodera Jurina Shiga Rina Yoshimura                 | 4:16,71    |

Das Finale fand am 18. August um 19:29 Uhr statt.

## Gemischte Wettbewerbe

### 4 × 100 m Freistil
| Platz | Land | Sportler                                                                                   | Zeit (min) |
| ----- | ---- | ------------------------------------------------------------------------------------------ | ---------- |
| 1     | CHN  | Li Guangyuan Qiu Yuhan Yu Hexin Shen Duo                                                   | 3:27,02    |
| 2     | BRA  | Luiz Altamir Melo Natalia de Luccas Mattheus Paulo de Santana Giovanna Tomanik Diamante    | 3:31,55    |
| 3     | AUS  | Kyle Chalmers Ami Matsuo Brianna Throssell Nicholas Brown                                  | 3:31,76    |
| 4     | RUS  | Filipp Schopin Jewgeni Rylow Rosalija Nasretdinowa Darja S. Ustinowa                       | 3:32,15    |
| 5     | NED  | Kyle Stolk Esmee Bos Robin Neumann Laurent Bams                                            | 3:33,19    |
| 6     | GBR  | Duncan Scott Martyn Walton Amelia Maughan Charlotte Atkinson                               | 3:33,28    |
| 7     | GER  | Damian Wierling Mandy Feldbinder Patricia Wartenberg Alexander Kunert                      | 3:36,51    |
| 8     | ESP  | Juan Pablo Marin Sanchez Sandra Pallares Gomez Gonzalo Carazo Barbero Africa Zamorano Sanz | 3:38,10    |

Das Finale fand am 17. August um 18:51 Uhr statt.

### 4 × 100 m Lagen
| Platz | Land | Sportler                                                                                        | Zeit (min) |
| ----- | ---- | ----------------------------------------------------------------------------------------------- | ---------- |
| 1     | CHN  | Li Guangyuan He Yun Zhang Yufei Yu Hexin                                                        | 3:49,33    |
| 2     | RUS  | Irina Prichodko Anton Tschupkow Alexander Sadownikow Darja S. Ustinowa                          | 3:50,86    |
| 3     | AUS  | Amy Forrester Grayson Bell Nicholas Brown Ami Matsuo                                            | 3:52,45    |
| 4     | BRA  | Natalia de Luccas Andreas de Queiroz Mickosz Giovanna Tomanik Diamante Matheus Paulo de Santana | 3:53,93    |
| 5     | RSA  | Nathania van Niekerk Jarred Chad Crous Joshua Willem Steyn Marlies Ross                         | 3:54,86    |
| 6     | GBR  | Luke Greenbank Georgina Evans Charlotte Atkinson Duncan Scott                                   | 3:58,32    |
| 7     | CZE  | Tereza Grusova Vojtech Simbartl Lucie Svěcená Petr Novák                                        | 3:59,63    |
| 8     | ESP  | Laura Yus Fernandez Gonzalo Carazo Barbero Juan Pablo Marin Sanchez Africa Zamorano Sanz        | 3:59,71    |

Das Finale fand am 22. August um 19:29 Uhr statt.

## Medaillenspiegel
|       | Medaillenspiegel       | Medaillenspiegel | Medaillenspiegel | Medaillenspiegel | Medaillenspiegel |
| Platz | Land                   | G                | S                | B                | Gesamt           |
| ----- | ---------------------- | ---------------- | ---------------- | ---------------- | ---------------- |
| 1     | China                  | 10               | 5                | 2                | 17               |
| 2     | Russland               | 6                | 4                | 3                | 13               |
| 3     | Ungarn                 | 4                | 1                | 3                | 8                |
| 4     | Italien                | 4                | 1                | 2                | 7                |
| 5     | Vereinigte Staaten     | 3                | –                | 1                | 4                |
| 6     | Ukraine                | 2                | 1                | 1                | 4                |
| 7     | Litauen                | 2                | 1                | –                | 3                |
| 8     | Vereinigtes Königreich | 1                | 3                | 1                | 5                |
| 9     | Brasilien              | 1                | 2                | –                | 3                |
| 10    | Niederlande            | 1                | 1                | 1                | 3                |
| 11    | Kroatien               | 1                | –                | –                | 1                |
| 11    | Ägypten                | 1                | –                | –                | 1                |
| 11    | Japan                  | 1                | –                | –                | 1                |
| 11    | Vietnam                | 1                | –                | –                | 1                |
| 15    | Deutschland            | –                | 3                | 4                | 7                |
| 16    | Venezuela              | –                | 2                | 1                | 3                |
| 17    | Hongkong               | –                | 2                | –                | 2                |
| 18    | Australien             | –                | 1                | 9                | 10               |
| 19    | Spanien                | –                | 1                | 1                | 2                |
| 19    | Trinidad und Tobago    | –                | 1                | 1                | 2                |
| 21    | El Salvador            | –                | 1                | –                | 1                |
| 21    | Griechenland           | –                | 1                | –                | 1                |
| 21    | Südkorea               | –                | 1                | –                | 1                |
| 21    | Schweiz                | –                | 1                | –                | 1                |
| 21    | Thailand               | –                | 1                | –                | 1                |
| 26    | Neuseeland             | –                | –                | 2                | 2                |
| 26    | Norwegen               | –                | –                | 2                | 2                |
| 28    | Bahamas                | –                | –                | 1                | 1                |
| 28    | Slowenien              | –                | –                | 1                | 1                |
| Total | Total                  | 38               | 34               | 36               | 108              |